# Hrastov Dol
Hrastov Dol – wieś w Słowenii, w gminie Ivančna Gorica. W 2018 roku liczyła 103 mieszkańców.